# کونزو مارتین
کونزو مارتین (انگلیسی: Cuonzo Martin؛ زادهٔ ۲۳ سپتامبر ۱۹۷۱) بازیکن بسکتبال اهل ایالات متحده آمریکا است.
از باشگاه‌هایی که در آن بازی کرده‌است می‌توان به میلواکی باکس اشاره کرد.